# Yurika Nakamura

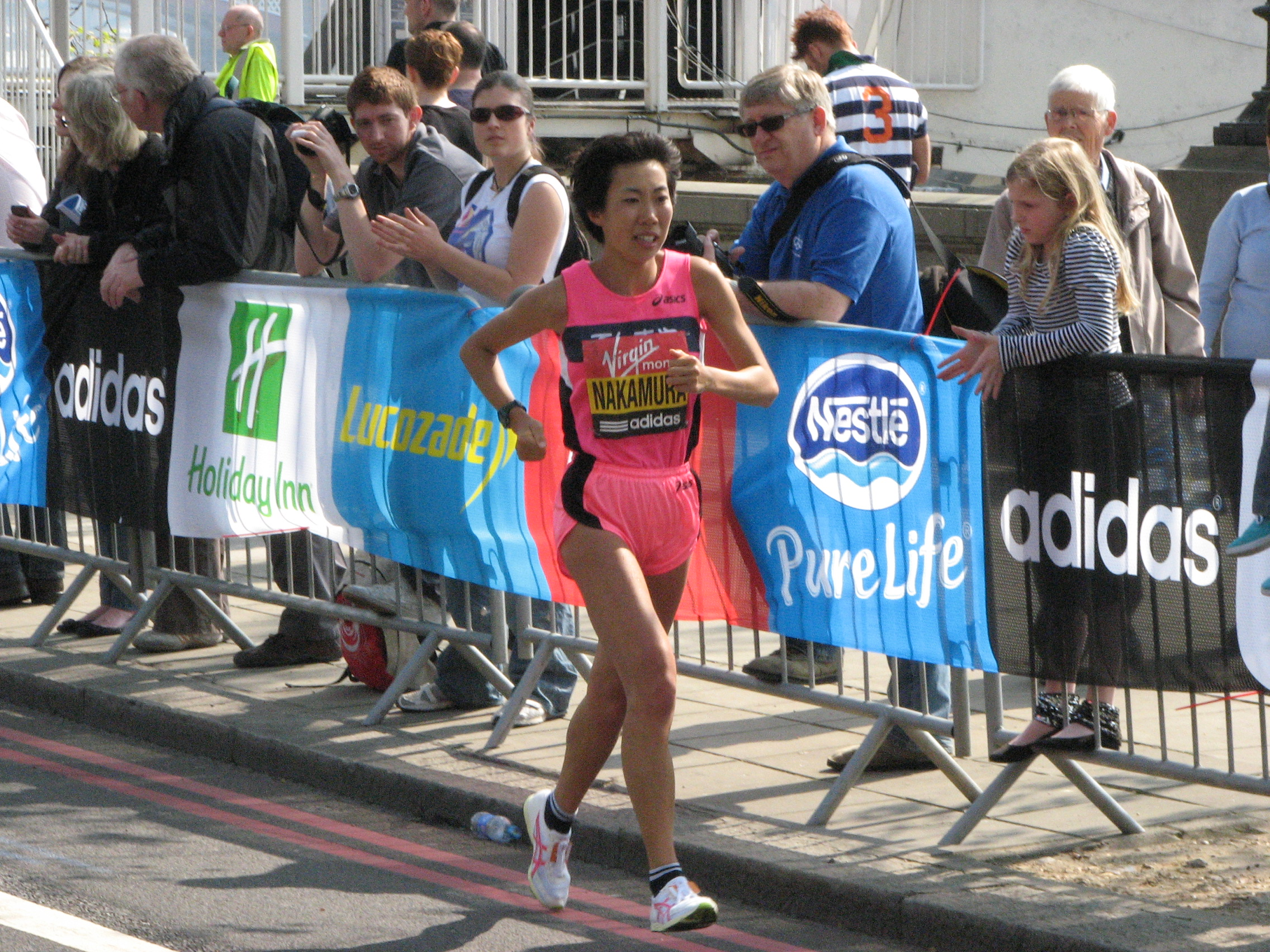
Yurika Nakamura beim London-Marathon 2011

Yurika Nakamura (jap. 中村 友梨香, Nakamura Yurika; * 1. April 1986 in Nishinomiya) ist eine japanische Langstreckenläuferin.
Bei den Straßenlauf-Weltmeisterschaften 2006 in Debrecen über 20 km belegte sie den siebten Platz in 1:05:36 h und holte mit dem japanischen Team die Bronzemedaille in der Mannschaftswertung.
2008 gewann sie bei ihrem Debüt über diese Distanz den Nagoya-Marathon in 2:25:51 h und wurde daraufhin von ihrem Verband für den Marathon der Olympischen Spiele 2008 in Peking nominiert. Dort belegte sie in einer Zeit von 2:30:19 h den dreizehnten Rang.
Bei den Leichtathletik-Weltmeisterschaften 2009 in Berlin wurde sie in persönlicher Bestleistung von 31:14,39 min Siebte im 10.000-Meter-Lauf.
Die in der Präfektur Hyōgo aufgewachsene Athletin ist 1,66 m groß, wiegt 48 kg und startet für das Team des Warenhauses Tenmaya.